# Цыганов, Николай Георгиевич
Николай Георгиевич Цыганов (10 мая 1909, с. Толпино, Курская губерния — 12 мая 1970, Москва) — советский военачальник, генерал-полковник (9.05.1961). Герой Советского Союза (1945).

## Биография
Николай Георгиевич Цыганов родился 10 мая 1909 года в селе Толпино (ныне — Кореневского района Курской области) в семье крестьянина. Окончил пять классов школы.

### Довоенный период
В сентябре 1927 года был призван в Красную Армию. Окончил Ленинградскую пехотную школу имени Склянского в 1930 году. С апреля этого года служил в 67-м стрелковом полку 23-й стрелковой дивизии Украинского военного округа (полк дислоцировался в Чугуеве): командир стрелкового взвода, командир взвода полковой школы, начальник полковой команды снайперов, командир роты, помощник начальника штаба полка. С мая 1938 года служил начальником 2-й части штаба 23-й стрелковой дивизии (к тому времени она была передана в Харьковский военный округ). В апреле 1939 года был направлен на Дальний Восток и назначен начальником 2-й части штаба 3-й стрелковой дивизии в 2-й Краснознамённой армии Дальневосточного фронта. В 1941 году заочно окончил Высшую школу штабной службы.
В апреле 1941 года назначен начальником 2-го отделения штаба 220-й моторизованной дивизии, которая начала формироваться в Московском военном округе в городе Елец.

### Великая Отечественная война
С июля 1941 года майор Н. Г. Цыганов участвовал в боях на фронтах Великой Отечественной войны. В начале июля дивизия прибыла на Западный фронт, включена в состав 19-й армии, участвовала в Витебском и Смоленском сражениях. Попал в составе армии в окружение, в середине июля дивизия прорвалась к своим и была преобразована в 220-ю стрелковую дивизию. Цыганков в ней оставался в прежней должности, вместе с дивизией воевал в составе 24-й, 32-й, 49-й, 31-й, 29-й и 22-й армий Западного и Калининского фронтов. Участвовал в битве за Москву, а именно в Вяземской оборонительной, Калининской оборонительной и в Калининской наступательной операциях. В декабре 1941 года его назначили исполняющим должность начальника оперативного отделения штаба этой дивизии, в январе 1942 года он стал командиром 376-го стрелкового полка дивизии, в марте — начальником штаба дивизии, а с мая по конец июня временно исполнял должность командира дивизии. В это время дивизия участвовала в Ржевско-Вяземской наступательной операции.
В 1942 году вступил в ВКП(б).
С июля 1942 года был заместителем командира 20-й гвардейской стрелковой дивизии на Калининском фронте. С сентября 1942 года — командир 164-й стрелковой дивизии в резерве Ставки ВГК, которая в октябре вошла в состав 49-й армии Западного фронта и заняла рубеж обороны по реке Угра. В январе 1943 года направлен в распоряжение Военного совета Западного фронта, в апреле назначен начальником штаба 8-го гвардейского стрелкового корпуса. Корпус действовал в составе 16-й армии (с мая 1943 — 11-я гвардейская армия) на Западном, с 30 июля — на Брянском, с 10 октября — на Прибалтийском, с 20 октября — на 2-м Прибалтийском фронтах. Участвовал в Орловской, Брянской и Городокской наступательных операциях.
29 февраля 1944 года полковник Цыганов назначен на должность командира 11-й гвардейской стрелковой дивизии, которой командовал до конца войны. 3 июня 1944 года Н. Г. Цыганову присвоено воинское звание «генерал-майор». Дивизия всё это время входила в 11-ю гвардейскую армию и сражалась на 3-м Белорусском фронте.
Молодой командир дивизии отлично проявил себя в первой же крупной операции, в которой ему довелось участвовать в этом качестве: в Белорусской стратегической операции. В ходе её дивизия наступала в Витебско-Оршанской, Вильнюсской и Каунасской наступательной операциях. За три недели боёв с 22 июня 1944 года 11-я гвардейская стрелковая дивизия прошла с боями более 500 километров и к 13 июля 1944 года вышла на восточный берег Немана. Уже 14 июля дивизия форсировала реку в районе города Алитус (Литовская ССР), выбила противника с занимаемого им рубежа и захватила крупный плацдарм. Комдив Цыганов в это время находился на поле боя и руководил переправой дивизии. В течение четырёх дней противник непрерывно контратаковал дивизии, которая стойко удержала занимаемые рубежи, а вскоре начала дальнейшее наступление. В ходе Гумбиннен-Гольдапской наступательной операции 22 октября 1944 года у города Гумбиннен (ныне город Гусев, Калининградская область) противнику удалось отразить наступление дивизии, вскоре он перешёл в контрнаступление. Одна из групп противника атаковала штаб и тыл дивизии и 2-го танкового корпуса. Цыганов в этих условиях, перестроив боевые порядки, перебросил один полк второго эшелона на правый фланг, тем самым прикрыв переправу через реку.
Командир 11-й гвардейской стрелковой дивизии (16-й гвардейский стрелковый корпус, 11-я гвардейская армия, 3-й Белорусский фронт) гвардии генерал-майор Н. Г. Цыганов героически действовал в ходе Восточно-Прусской наступательной операции. Перейдя в наступление 15 января 1945 года, дивизия первой прорвала Инстерсбургский укреплённый район, не обращая внимание на отставание соседних частей за двое суток прошла 60 километров и с ходу форсировала реку Прегель. Появление дивизии Цыганова в глубоком тылу вынудило немецкие войска бросить мощные укрепления и спешно отступать к Кёнигсбергу. При  штурме Кёнигсберга 8 апреля 1945 года его дивизия вновь первой в армии преодолела с боями предместья Кёнигсберга в центре полосы наступления 11-й гвардейской армии, в районе железнодорожной товарной станции прорвала оборону противника, вышла к реке Прегель и начала с ходу форсирование. В уличных боях в городе дивизией уничтожено (по данным наградного листа Н. Г. Цыганкова) до 10 000 солдат и офицеров, 58 артиллерийских орудий, 46 миномётов, 10 танков и много иного вооружения, захвачено 10 складов и 150 автомобилей.
Указом Президиума Верховного Совета СССР от 19 апреля 1945 года «за образцовое выполнение боевых заданий Командования на фронте борьбы с немецкими захватчиками и проявленные при этом отвагу и геройство» гвардии генерал-майору Цыганову Николаю Георгиевичу присвоено звание Героя Советского Союза с вручением ордена Ленина и медали «Золотая Звезда» (№ 5033).

### Послевоенная карьера

Могила Цыганова на Новодевичьем кладбище Москвы.

Командовал дивизией до января 1946 года, когда был направлен на учёбу. В 1948 году окончил Высшую военную академию имени К. Е. Ворошилова с золотой медалью. В марте 1948 года Н. Цыганов был направлен на службу в штаб Прибалтийского военного округа: заместитель начальника оперативного управления, с мая 1949 — начальник оперативного управления — заместитель начальника штаба округа, с октября 1951 — начальник штаба — первый заместитель командующего войсками округа. Генерал-лейтенант (27.10.1953).
В мае 1955 года переведён в Войска ПВО страны, где служил первым заместителем начальника Главного штаба, с июля 1960 — заместителем начальника, а с мая 1963 года — начальником Главного штаба — первым заместителем главнокомандующего Войск ПВО СССР. В июне 1968 года генерал Цыганов назначен начальником кафедры противовоздушной обороны Военной академии Генерального штаба Вооружённых Сил СССР.
Генерал-полковник Н. Г. Цыганов умер 12 мая 1970 года в Москве. Похоронен на Новодевичьем кладбище (участок 7).

## Память
В честь Н. Г. Цыганова названо речное рыболовное судно Министерства рыбного хозяйства СССР.

## Награды
- Медаль «Золотая Звезда» Героя Советского Союза (19.04.1945);
- два ордена Ленина (19.04.1945; 20.04.1953);
- пять орденов Красного Знамени (30.01.1943; 29.02.1944; 31.10.1944; 06.11.1947; 31.10.1967);
- орден Кутузова 2-й степени (27.08.1943);
- орден Красной Звезды (03.11.1944);
- медали.